# Casino Raiders 2
Série
No Risk, No Gain
(1990)
Pour plus de détails, voir Fiche technique et Distribution.
Casino Raiders 2 (至尊無上II之永霸天下, Zi zeon mou soeng II - Wing baa tin haa) est un film d'action hongkongais réalisé par Johnnie To et sorti en 1991 à Hong Kong,,,.
Malgré son titre, c'est en fait le troisième volet de la série des Casino Raiders, après Casino Raiders (1989) et No Risk, No Gain (1990). Le seul point commun des films est cependant le thème des jeux d'argent et l'acteur principal Andy Lau qui incarne à chaque fois un nouveau personnage.
Il totalise 26 889 659 HK$ au box-office.

## Synopsis
Selon la légende, avant que le dieu des joueurs ne prenne sa retraite, il aurait remis deux tablettes de jade à deux personnes, et quiconque possède un morceau d'une des tablettes peut recevoir l'aide du dieu pour gagner au jeu. Par la suite, un tablette est revenue au dieu des joueurs, tandis que l'autre est introuvable.
Pieds-de-poulet (Andy Lau), Kit (Dave Wang (en)) et James (Kelvin Wong) sont les élèves d'Oncle Fan. Une fois, tandis que ce-dernier les amène à Osaka pour affronter Taro Yamamoto, James tue celui-ci pour de l'argent et trahi son maître. Fan est sérieusement blessé et Kit est condamné pour le meurtre de Yamamoto à la place de James. Après que Kit ait été emprisonné, Fan et Pieds-de-poulet sont obligés de jouer sur un bateau, mais James ne s'arrête pas. Il a besoin de la tablette de jade pour participer à un tournoi important d'Asie et il croit que Fan sait où elle se trouve.
Afin de mettre Pieds-de-poulet et Kit à l'abri du danger et les empêcher de chercher à le venger, Oncle Fan se suicide en se jetant à la mer. Plus tard, Kit sort de prison avec l'intention de mener une vie normale. Afin de sauver sa fille et d'échapper à James, il se coupe la main. Pieds-de-poulet et d'autres personnes apprennent la nouvelle de la mort de Fan, ce qui les amènent à chercher la tablette de jade. James tente alors de les tuer et la petite amie de Pieds-de-poulet, Siu-mui (Jacklyn Wu), est assassinée. Kit jette plus tard la tablette de jade dans l'océan.
Le tournoi important commence auquel Kit participe pour aider de M. Yeung (Peter Yang (en)), tandis que Pieds-de-poulet participe également pour venger Siu-mui et Oncle Fan. Enfin, Kit, Pieds-de-poulet, l'ancien champion James et un autre concurrent s'affrontent lors du dernier tour. Kit suit l'idée de Yeung de perdre toute sa mise car celui-ci avait parié sur la victoire de James. Enfin, Pieds-de-poulet, avec l'as de pique et les 2, 3, 4, et 5 de pique est en rivalité avec James, qui a le valet de trèfle, le valet et la reine de carreau, la reine de cœur et la reine de pique. Pieds-de-poulet met en jeu une fausse tablette de jade et sa propre vie contre celle de James. Celui-ci se couche et Pieds-de-poulet remporte 40 millions $ et devient le nouveau champion d'Asie.
Plus tard, Yeung apprend que James avait parié 5 millions $ sur sa défaite et Yeung, irrité, envoie des hommes l'éliminer.
Enfin, Pieds-de-poulet quitte temporairement Hong Kong pour éviter tout danger. Immédiatement après avoir l'avoir vu, Kit est abattu par un groupe d'hommes et le film se termine.

## Fiche technique
- Titre : Casino Raiders 2
- Titre original : 至尊無上II之永霸天下 (Zi zeon mou soeng II - Wing baa tin haa)
- Réalisation : Johnnie To
- Scénario : Tsang Kan-cheung
- Photographie : Horace Wong
- Montage : Ng Kam-wa
- Musique : William Hu
- Production : Jimmy Heung
- Société de production : Win's Movie Production et Paka Hill Film Production
- Société de distribution : Golden Harvest et Newport Entertainment
- Pays d'origine :  Hong Kong
- Langue originale : cantonais
- Format : couleur
- Genre : action
- Durée : 91 minutes
- Dates de sortie :
  -  Hong Kong : 13 juin 1991
  -  Taïwan : 18 juillet 1991

## Distribution
- Andy Lau : Pieds-de-poulet
- Dave Wang (en) : Kit
- Jacklyn Wu : Siu-mui
- Monica Chan : l'ex-petite amie de Kit
- Kelvin Wong : James
- Anthony Wong : Pau
- Chan Cheuk-yan : Yan
- Lau Siu-ming : Oncle Fan
- Lee Siu-kei : Oncle Kei
- Peter Yang (en) : Mr. Yeung
- Tien Feng : Mr. Chung
- Wong San : le juge du tournoi
- Lau Kong (en) : King Kong
- Lam Chung : le directeur des pompes funèbres (caméo)
- Lau Shun : Toro Yamamoto (caméo)
- Wong Yat-fei (en) : le cousin de Kit (caméo)
- Anna Ng : la femme du cousin de Kit (caméo)
- Wong Wai-kei : l'ex-femme de Kit
- Au-yeung Yiu-yam : le tricheur sur le bateau de Fan
- Shing Wan-on : Mr. Shing
- Lui Siu-ming : un homme de main de Shing
- Choi Kwok-kuen : un homme de main de Pau
- James Ha : un homme de main de Pau
- Chang Sing-kwong : un homme de main de Pau
- Lau Shung Fung : un homme de main de Pau
- Fung Man-kwong : le garde du corps de Yeung
- Hui Sze-man : l'ami de la femme du cousin
- Jameson Lam : un homme de main de James
- Fan Chin-hung : un homme de main de James
- Lam Foo-wai : un homme de main de James
- Chan Sek : un homme de main de James
- Tang Cheung : le maître de cérémonie funèbre
- Ma Yuk-sing : l'assassin au journal
- Ho Chi-moon : un spectateur du tournoi